# Давыдович, Аркадий Степанович
Аркадий Степанович Давыдович (14 (26) февраля 1874 — 7 (20) ноября 1914) — полковник Российской императорской армии, участник Первой мировой войны. Кавалер ордена Святого Георгия 4-й степени.

## Биография
Аркадий Степанович Давыдович родился 14 февраля 1874 года. По вероисповеданию был православным. Окончил Александровский кадетский корпус. 
31 августа 1891 года вступил на службу в Российскую императорскую армию. Окончил 2-е военное Константиновское училище, откуда был выпущен в 38-й пехотный Тобольский полк. 4 августа 1892 года получил старшинство в чине подпоручика, 7 августа 1893 года получил старшинство в чине подпоручика гвардии, 7 августа 1897 года получил старшинство в чине поручика, 7 августа 1901 года получил старшинство в чине штабс-капитана, 7 августа 1905 года получил старшинство в чине капитана, 21 февраля 1906 года получил старшинство в чине подполковника. С 8 апреля по 24 сентября 1910 года был в отставке. С 23 октября 1910 года служил в составе 200-го пехотного Кроншлатского полка. 6 мая 1914 года получил старшинство с присвоением в чине полковника.
Принимал участие в Первой мировой войне. Погиб во время боя 7 ноября 1914 года от рук немецкого офицера, который сделал вид, что сдаётся в плен. За захват деревни Высочайшим приказом от 28 июля 1915 года был удостоен ордена Святого Георгия 4-й степени:
За то, что в бою за д. Санники в ночь с 6-го на 7-е ноября 1914 года первым ворвался со своим баталионом в деревню, причем сам лично находился впереди, проявляя беспримерное мужество и распорядительность, чем содействовал успеху всей операции. К концу боя погиб от руки германского офицера, симулировавшего сдачу.

## Награды
Аркадий Степанович Давыдович был удостоен следующих наград:
- Орден Святого Георгия 4-й степени (Высочайший приказ от 27 июня 1915);
- Орден Святой Анны 3-й степени (6 декабря 1912);
- Орден Святого Станислава 3-й степени (1905).